# Lomnice nad Popelkou
Pour les articles homonymes, voir Lomnice.
Lomnice nad Popelkou (en allemand : Lomnitz an der Popelka) est une ville du district de Semily, dans la région de Liberec, en Tchéquie. Sa population s'élevait à 5 626 habitants en 2025.

## Géographie
Lomnice nad Popelkou se trouve à 9 km au sud-sud-est de Semily, à 35 km au sud-sud-est de Liberec et à 84 km au nord-est de Prague.

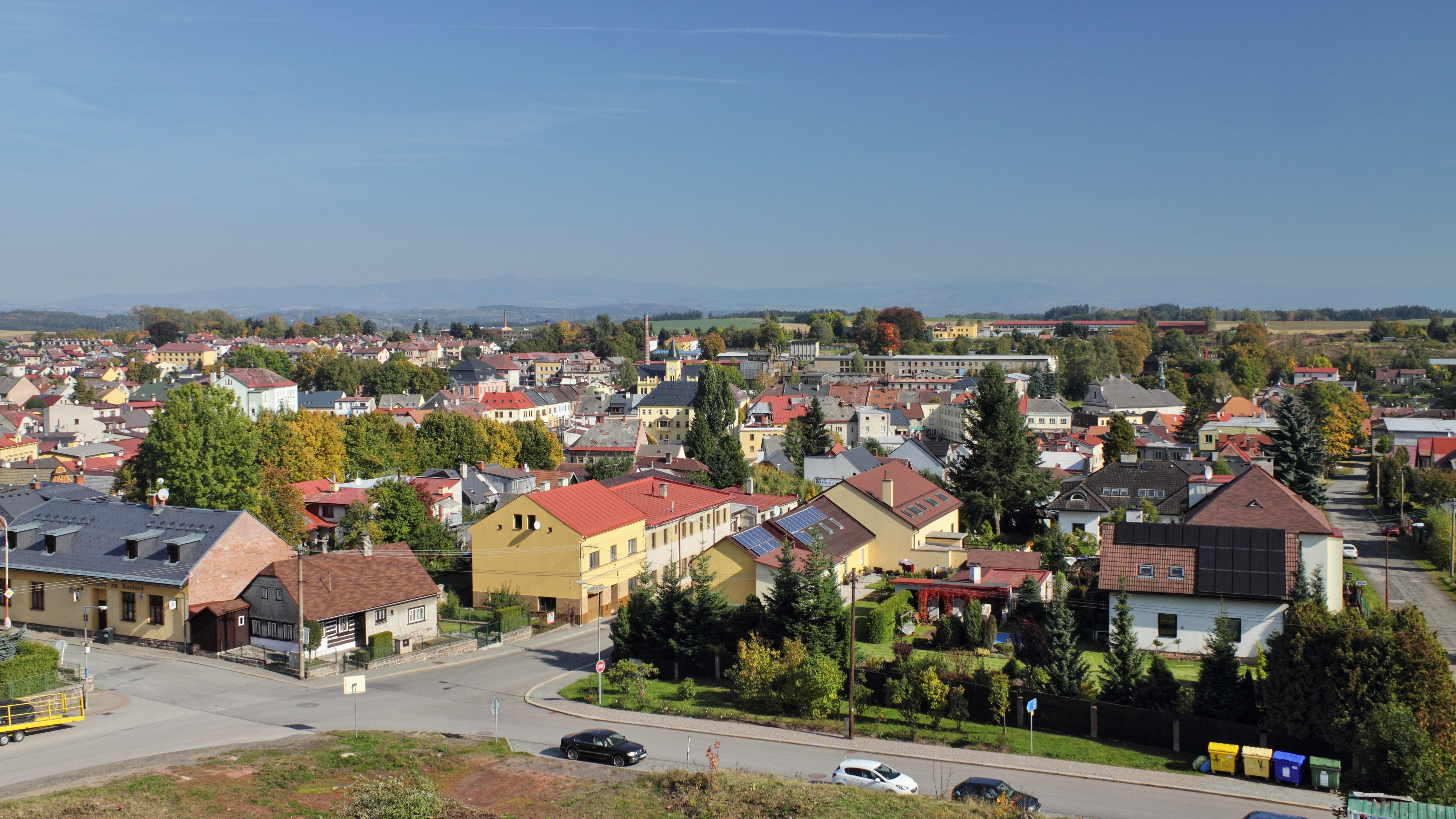
Panorama de Lomnice nad Popelkou.

La commune est limitée par Stružinec et Košťálov au nord, par Libštát au nord-est, par Nová Ves nad Popelkou à l'est, par Syřenov et Bradlecká Lhota au sud-est, par Kyje, Železnice et Kněžnice au sud, et par Holenice et Veselá à l'ouest.

## Histoire
La première mention écrite de la localité date de 1232.

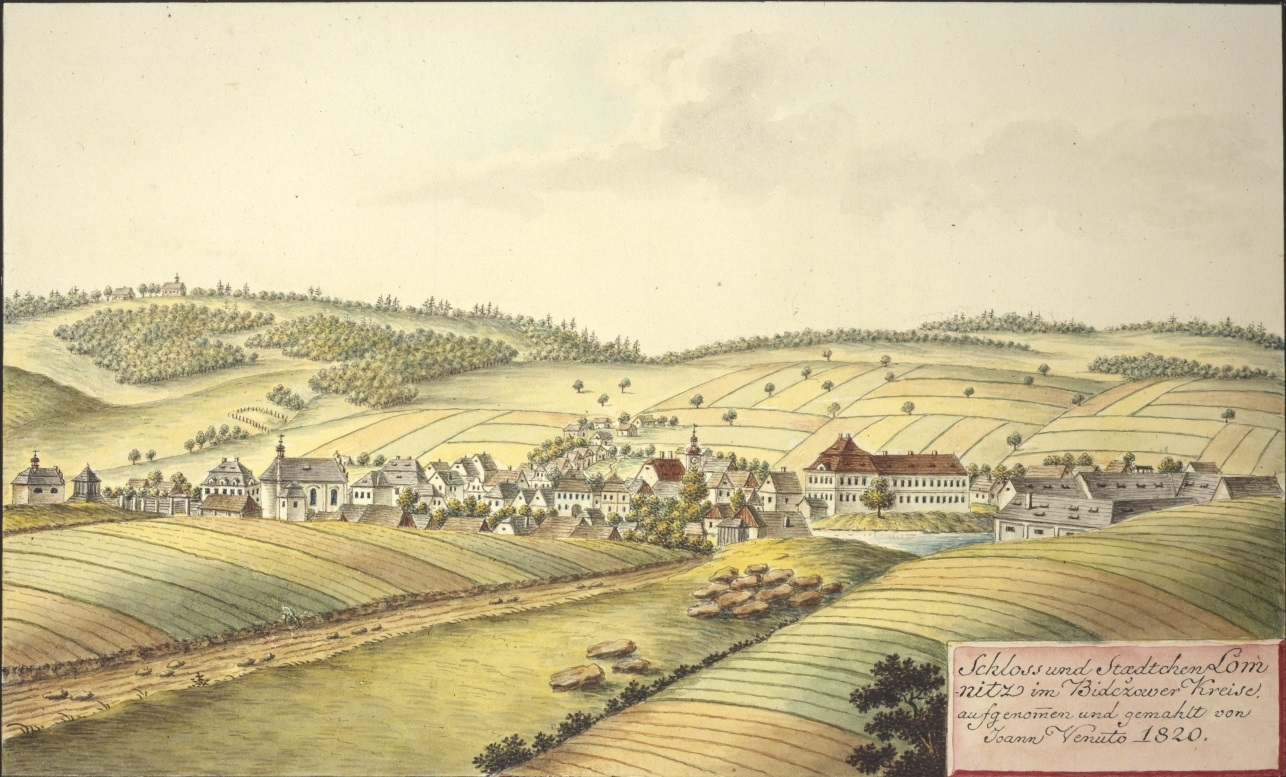
Château et ville de Lomnice en 1820, par Joann Venuto.

## Administration
La commune se compose de onze sections :
- Černá ;
- Dráčov ;
- ChlumKošov ;
- Lomnice nad Popelkou ;
- Morcinov ;
- Nové Dvory ;
- Ploužnice ;
- Rváčov ;
- Skuhrov ;
- Tikov ;
- Želechy.

## Galerie

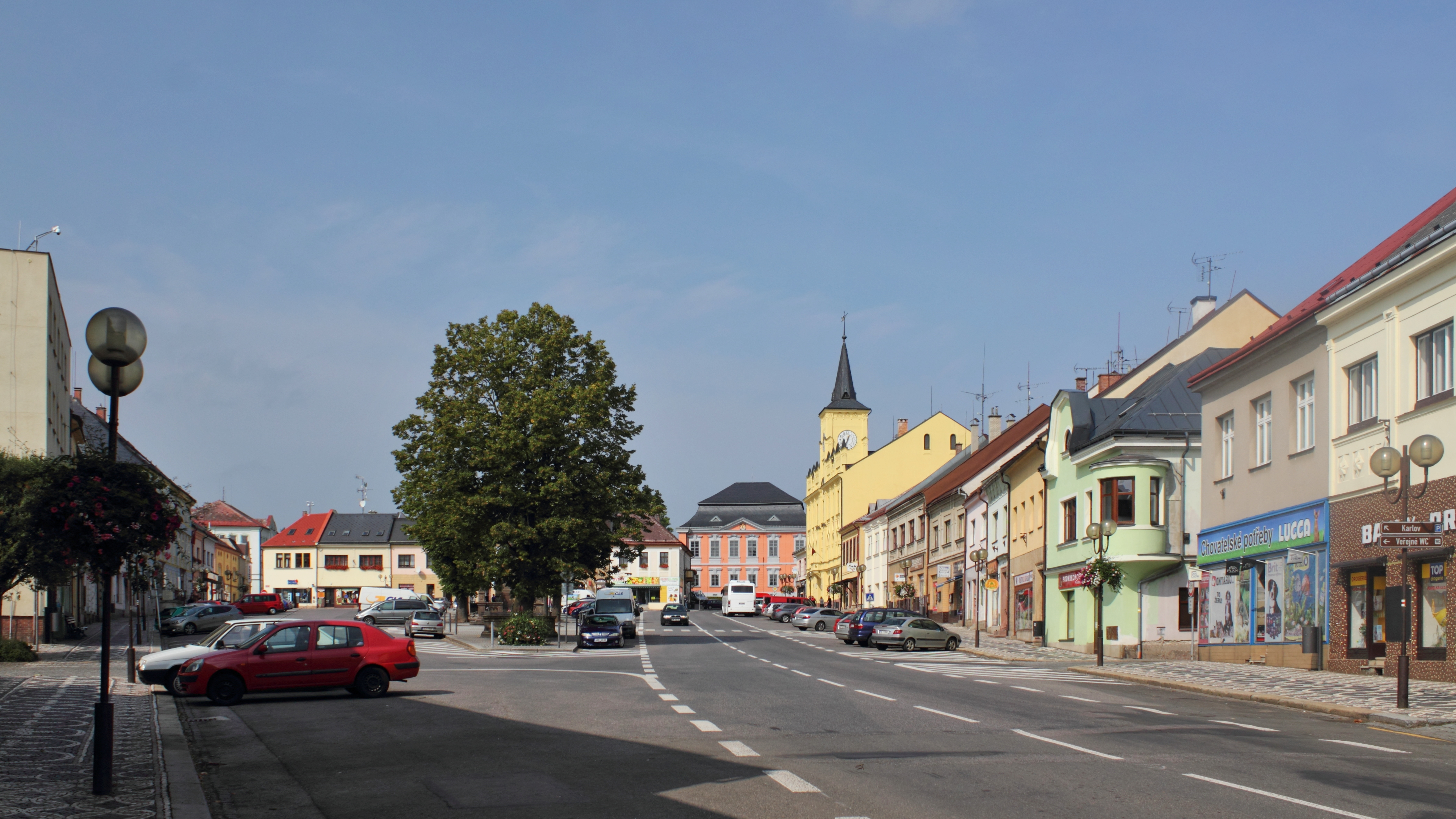
Place Jan Hus.
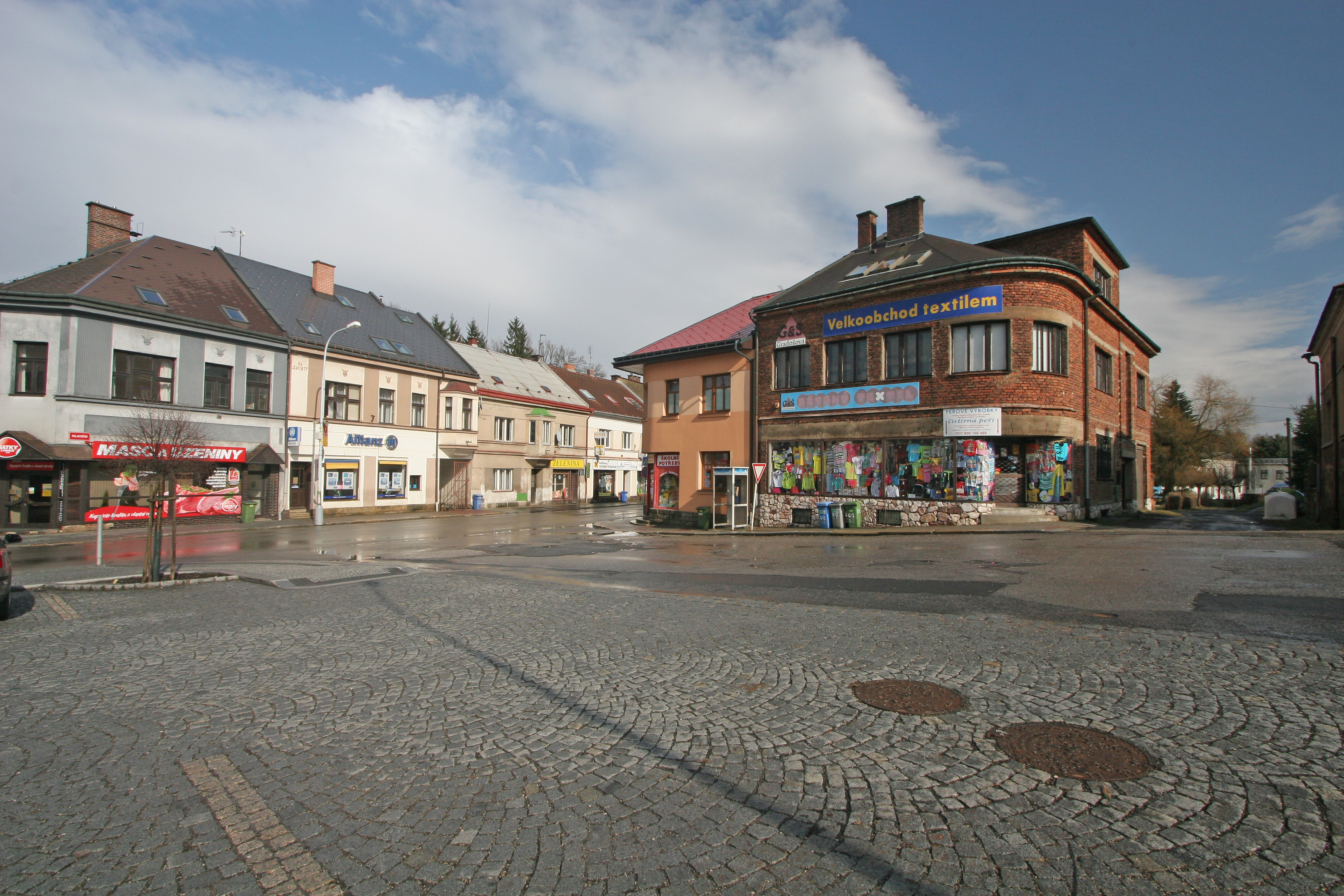
Place des Écoles.

## Transports
Par la route, Lomnice nad Popelkou se trouve à 14 km de Semily, à 45 km de Liberec et à 102 km de Prague.